# Acura MDX
L'Acura MDX, chiamata anche Honda MDX, è un'autovettura prodotta dalla casa automobilistica giapponese Acura a partire dal 2000.
Presentata nel 2000, la prima generazione della MDX condivideva la piattaforma con l'Honda Pilot. L'MDX è stato introdotto sul mercato statunitense il 5 ottobre 2000 in sostituzione della Acura SLX realizzata sulla base della Isuzu Trooper. Nel 2003 sono iniziate le vendute in Giappone e Australia. Ne sono state prodotte quattro generazioni, di cui l'ultima introdotta nel 2021.